# Paraloboptera unicolor
Paraloboptera unicolor är en kackerlacksart som först beskrevs av Henri Saussure 1868.  Paraloboptera unicolor ingår i släktet Paraloboptera och familjen småkackerlackor. Inga underarter finns listade i Catalogue of Life.